# Alchemilla aspera
Alchemilla aspera é uma espécie de rosácea do gênero Alchemilla, pertencente à família Rosaceae.